# La Nuova Ferrara
la Nuova Ferrara è un quotidiano italiano edito a Ferrara.
Si occupa della cronaca cittadina e provinciale ed è stato fondato nel 1989.
Già di proprietà del gruppo  Gedi, dal 2020 è edito dal Gruppo SAE.

## Storia

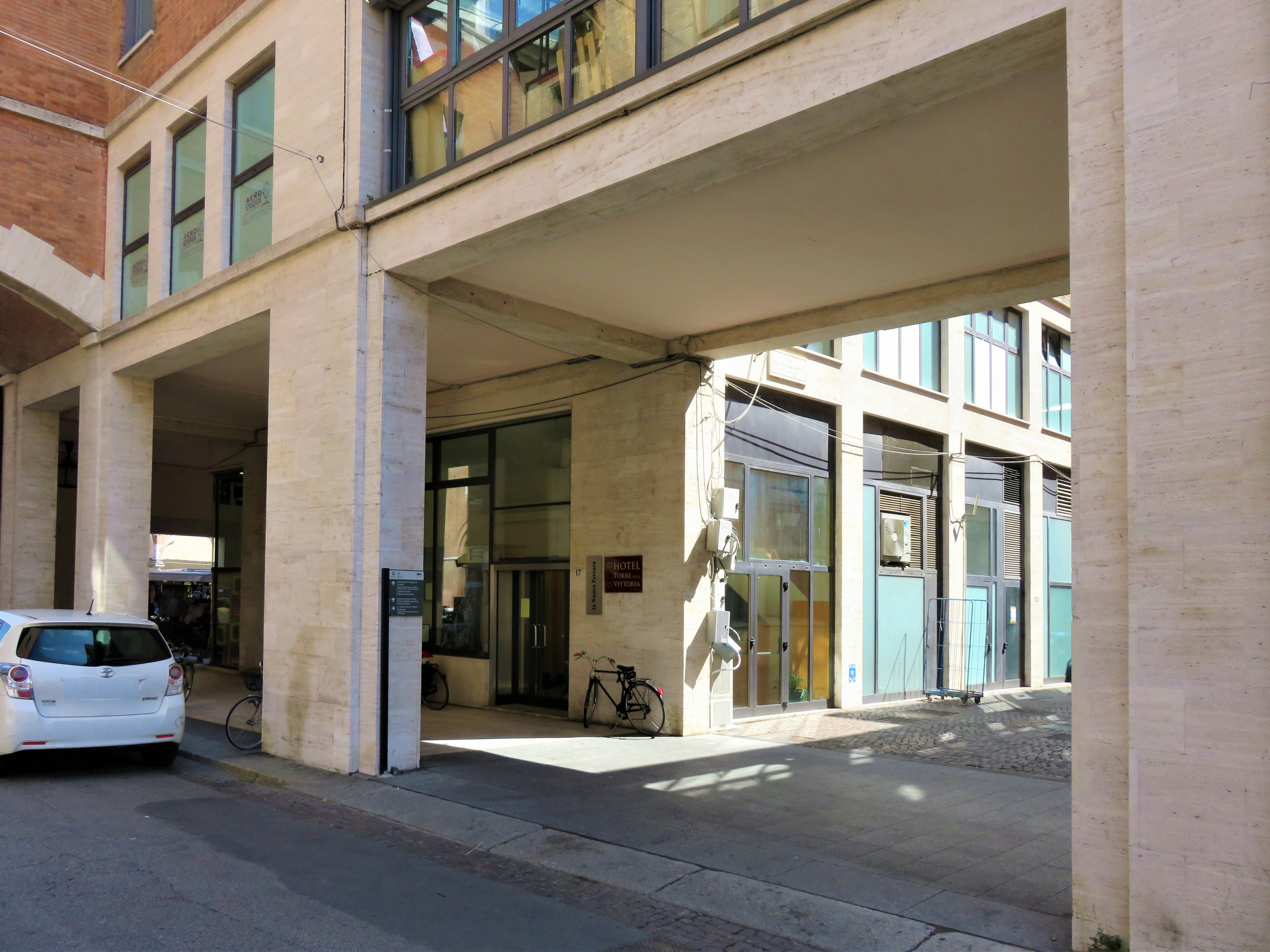
Ingresso redazione in corso Porta Reno.

Il quotidiano è stato fondato il 5 aprile 1989.
Dopo i primi anni si è diffuso in tutta la provincia con pagine dedicate ai principali comuni di Cento, Bondeno, Copparo, Argenta, Portomaggiore, Comacchio e Goro.

## Redazioni
La sede della redazione, dall'ottobre 2023, è situata in via Garibaldi

## Diffusione
| Anno | Copie vendute |
| ---- | ------------- |
| 2008 | 10 598        |
| 2007 | 10 977        |
| 2006 | 11 269        |

Dati Ads - Accertamenti Diffusione Stampa